# François de Robespierre
Pour les articles homonymes, voir Robespierre.
Maximilien Barthélémy François de Robespierre est un avocat français né à Arras le 17 février 1732 et mort à Munich le 6 novembre 1777. Il est le père de Maximilien, Charlotte et Augustin de Robespierre.

## Biographie

### Famille et première orientation
Né à Arras le 17 février 1732, François de Robespierre est le fils ainé de Maximilien de Robespierre (12 décembre 1694-17 avril 1762), avocat au Conseil provincial et supérieur d'Artois depuis 1720, issu d'une famille de gens de robe artésiens, et de Marie Marguerite Poiteau (1700-17 mai 1760), fille de Bonaventure Poiteau (1670-1731), bourgeois marchand, et de Marie-Louise Graux (-17 mai 1770), mariés le 30 janvier 1731 en la paroisse Saint-Géry d'Arras. Son frère cadet meurt quatre mois après sa naissance ; il a trois sœurs,.
Destiné par ses parents, contrairement à la tradition familiale, à la carrière religieuse, il commence à 17 ans son noviciat chez les Prémontrés de Dommartin, en Ponthieu. Mais, au moment de commencer sa retraite pour la prise d'habit il déclare à l'abbé qu'il ne se sent aucune vocation pour la vie canoniale et rentre à Arras,.

### Avocat à Arras
Après des études de droit à l'université de Douai, il est reçu le 30 décembre 1756 avocat au conseil d'Arras. Comme l'a montré l'historien Hervé Leuwers, l'étudiant commence le droit à plus de vingt-quatre ans, et bénéficie à ce titre d'un aménagement d'étude. Il reste moins d'une année à la faculté ; reçu bachelier le 2 juillet 1756, il obtient sa licence le 2 décembre de la même année. Selon le témoignage de Gaillard, professeur au collège des Oratoriens d'Arras à partir de 1785, il occupe « le premier rang parmi les nombreux avocats du conseil supérieur d'Arras ». Ainsi, il est chargé de 34 affaires en 1763, de 32 en 1764.
En 1757, il rencontre Jacqueline Marguerite Carraut (1734-16 juillet 1764), fille de Jacques François Carraut (-1778), un brasseur d'Arras, et de (3 juin 1732) Marie Marguerite Cornu (-10 juin 1775), qu'il épouse le 2 janvier 1758, après l'avoir mise enceinte vers la fin juillet, après une seule publication de bans faite la veille. Aucun membre de la famille de Robespierre n'assiste à la rédaction du contrat de mariage ni à la cérémonie religieuse,.
Le couple a cinq enfants: Maximilien, né à Arras le 6 mai 1758, Charlotte, née le 5 février 1760, Henriette Eulalie Françoise, née le 28 décembre 1761, et Augustin, né le 21 janvier 1763; le puîné voit le jour le 4 juillet 1764. Mais Jacqueline Marguerite Carraut meurt huit jours plus tard, à vingt-neuf ans, suivie de près par le nouveau-né.

### Voyages et disparition
Si l'on en croit les Mémoires de Charlotte, François de Robespierre, abattu par la mort de son épouse, se serait mis à voyager, abandonnant ses enfants. Toutefois, Auguste Joseph Paris relève que, s'il cesse de figurer à partir du 16 novembre 1764 sur le registre d'audience du Conseil d'Artois, il se trouve encore à Arras, 18 mois plus tard, et ne doit partir qu'en 1766 ou 1767. De même, Gérard Walter signale que, lorsque le dauphin tombe malade, en novembre 1765, François de Robespierre écrit à son collègue et ami Baudelet, le 3 décembre, une lettre dans laquelle il défend l'idée que les avocats d'Arras envoient à Louis XV l'expression de leur « attachement pour la famille royale ». Puis, le 22 mars 1766, il emprunte la somme de 700 livres dix sols à sa sœur Henriette, peut-être, suppose Gérard Walter, pour préparer un voyage. Le 30 octobre 1768, il est en tout cas à Arras pour demander cette fois une aide à sa mère ; à cette occasion, il déclare renoncer à sa succession éventuelle au profit de ses sœurs, considérant que sa mère qui a déjà remis plus que ce que sa part pourrait lui rapporter. Ensuite, deux lettres de François de Robespierre, envoyées de Mannheim, confirment qu'il vit en Allemagne en juin 1770 — il confirme le 8 juin sa renonciation en faveur de ses sœurs, à la suite du décès de sa mère, le 17 mai — et en octobre 1771. L'année suivante, d'après le registre d'audiences du Conseil d'Artois, il est de retour à Arras, où il plaide quinze affaires du 17 février au 4 juin. Enfin, le 20 mars 1778, à la mort de son beau-père, un jugement de l'Échevinage d'Arras indique qu'étant absent, il s'est fait représenter, lors de l'inventaire et l'estimation du mobilier du défunt, par le sergent à verges de l'Échevinage. Par la suite, si l'on prête foi à ce document, on perd sa trace. L'abbé Liévin-Bonaventure Proyart prétend, dans sa Vie et les crimes de Robespierre surnommé le Tyran, depuis sa naissance jusqu'à sa mort, parue sous le nom de Le Blond de Neuvéglise, colonel d'infanterie légère, à Augsbourg en 1795, qu'« à la suite d'un procès perdu », il quitte sa patrie et se rend en Belgique, d'où il passe en Allemagne, habite quelque temps à Cologne, « annonçant le dessein de se rendre à Londres, et de là aux Îles, où il serait possible » qu'il vive encore en 1795. Cette hypothèse est rejetée par Auguste Paris et Gérard Walter,.
Un acte d'inhumation, découvert par Mme Irmgard Hörl, professeure au lycée de Munich, indique qu'il est mort le 6 novembre 1777 et qu'il était Sprachmeister (« maître de langues ») dans cette ville. L'hypothèse munichoise est reprise notamment par Henri Guillemin, qui considère qu'il y aurait fondé « une petite école de français » et Catherine Fouquet, pour qui « il disparut définitivement en 1772 et mourut à Munich le 6 novembre 1777 »,.